# نظريات العمارة

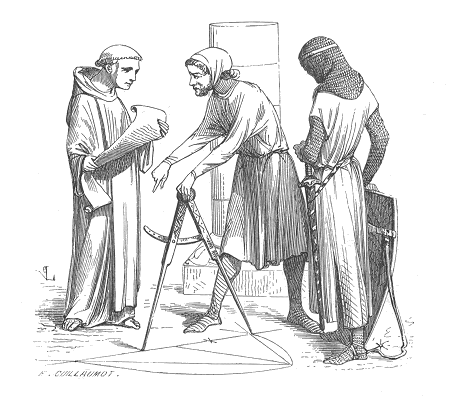

نظريات العمارة هي شرح ومناقشات نظرية وعلمية وفلسفية لكل المسائل التي تمس العمارة ولها صلة بها أو تأثير عليها، وهي ربط لكل المواد التي يتلقاها الطالب في دراسته المعمارية، وبيان لعلاقاتها ببعضها البعض، وليست النظريات كما يظن البعض خطأ شرحاً لتفاصيل المباني ولا هي المقاسات والأرقام اللازمة للتصميم فهذا جزء من التصميم المعماري نفسه.
كما أن النظريات ليست تاريخ العمارة وليس الغرض من دراسة التاريخ بالنسبة للمعماري ان يجمع أسماء وتواريخ ولا ان يسرد وقائع واحداث ولا ان يتعلم اشكال المباني وتفاصيل طرزها لينقل منها أو يقلدها، وإنما الغرض هو تطبيق النظريات كتدريب وتمرين ذهني وذلك ببيان الظروف التي نشأت فيها العمارة في عصر ما والعوامل التي أثرت عليها والاشكال المعمارية التي صارت اليها نتيجة لهذا.
ومن هذه الدراسة والمراجعة يتزود المعماري بعلم وادراك ويكتسب خبرة وسمة أفق، ومقدرة على الحكم والنقد والتقدير السليم، فيستطيع ان يواجه مشاكله المعمارية الخاصة به وينتج لنفسه ولببى وطنه عمارة جديدة أصيلة تناسب الظروف والبيئة وتنتمي حقاً للعصر الحاضر الذي تعيش فيه.
أزدهرت النظريات في القرن العشرين بانتشار الكتب والمجلات والصحف.

## مقدمة
يصف الدكتور الأستاذ عرفان سامي العمارة بأنها الفن العلمي لتشييد المباني، لتلبية احتياجات الإنسان الجسدية والنفسية، والروحية، والتي تتوفر فيها شروط الاستخدام، المتانة والجمال والاقتصاد باستخدام أفضل الوسائل المعاصرة وتعتمد على المنطق السليم والعلم الصحيح والفن الرفيع.
نظريات العمارة تنبع من التفكير والمناقشة والأهم من الكتابة عن العمارة. نظريات العمارة تدرس في معظم المدارس المعمارية وتطبق من قبل أبرز المعماريين في العالم.
بعض النماذج التي تحيط بنظرية العمارة هي المحاضرة أو الحوار أو أطروحة أو كتاب أو مشروع معين أو منافسة ما. نظرية العمارة في كثير من الأحيان تولد في البيئات التعليمية، والمنظرين يميلون إلى العمل داخل أو على علاقة مع تلك البيئات.
نظريات العمارة كانت موجودة بشكل أو باخر منذ القدم، والتي أصبحت أكثر شيوعا واكتسبت تدريجياً توسعاً متزايد عندما نشرت الكتب والمجلات والدوريات، بشكل لم يسبق له مثيل، أعمال المعماريين والنقاد في القرن العشرين. نتيجة لذلك، الأساليب والحركات المعمارية تبدلت بسرعة أكبر بكثير من أي وقت سابق من التاريخ. ومن المتوقع أن استخدام الأنترنت سيزيد من النقاشات حول فن العمارة في القرن الحادي والعشرين.

## التاريخ

### العصور القديمة
هناك القليل من المعلومات أو الأدلة حول نظريات العمارة الرئيسية في العصور القديمة، حتى عمل فيتروفيوس (Vitruvius) في القرن الأول قبل الميلاد. هذا لا يعني، مع ذلك، أن مثل هذه الأعمال لم تكن موجودة، العديد منها نجى من إحراق مكتبة الإسكندرية والتي أثبتت لنا مثالا جيدا على ذلك.
فيتروفيوس كان كاتب روماني، معماري وناشط في القرن الأول قبل الميلاد. كان أبرز منظر معماري في الإمبراطورية الرومانية، وقد كتب "دي اركيتيتورا"، المعروفة اليوم باسم «كتب العمارة العشرة» (De architectura)، اطروحة مكتوبة باللاتينية واليونانية عن العمارة، مكرسة لل امبراطور أوغسطس (Augustus). هو الكتاب الوحيد عن فن العمارة الباقي على قيد الحياة من العصور الكلاسيكية القديمة. ربما كتب في الفترة بين 27 و 23 قبل الميلاد. مقسم إلى عشرة أقسام أو كتب، ويواجهة تقريبا كل جانب من جوانب الهندسة الرومانية، من تخطيط المدن، المواد، الزينة، المعابد، وإمدادات المياه، الخ
قواعد العمارة الشهيرة التي يمكن أن نرى في كل عمارة كلاسيكية، تم تعريفها بدقة في تلك الكتب. كما أنه يجمع ثلاثة قوانين معمارية أساسية التي يجب أن تتبع في العمارة لتؤخذ في الاعتبار: المتانة (firmitas)، المنفعة أو الراحة (utilitas) والجمال (venustas).
إعادة اكتشاف عمل فيتروفيوس كان لها تأثير عميق على المعماريين في عصر النهضة، مما رفع وحسن أسلوب عصر النهضة. المعماريين في عصر النهضة، مثل نيكولي (Niccoli)، برونليسكي وليون باتيستا البرتي، وجدوا في في الكتب العشرة، المنطق لرفع مستوى المعرفة إلى الانضباط العلمي.

## اتجاهات ومدارس العمارة

### الاتجاهات المعمارية قبل القرن العشرين
كان سائداً على العمارة قواعد جامدة موروثه عن عصر النهضة وساعد على المحافظة عليها الأكاديميات الرجعية، ولذلك كانت العمارة مفقودة الصلة بالواقع وبالحياة وما يدور فيها، وقد أحس بتأخر العمارة كثيرون وتنوعت مواقفهم من المشكلة وما يمكن عمله فيها، فمن المعماريين من عبر عن سخطه من احوال العمارة والمعماريين وانتقد اساليبهم بأنها سخف لا صلة له بالحياة المعاصرة ولكن لم تزد جهودهم عن النقد والتنبيه.
- المدرسة الوحشية

اتجاهات العمارة في القرن 19 إلى القرن 20
- مرحلة ما قبل الحداثة 1800-1920
- مرحلة الحداثة 1920-1960
- مرحلة الحداثة المتأخرة 1960-1980
- مرحلة ما بعد الحداثة 1980-2000
- الإتجاهات الحديثة 2000

### مرحلة ما قبل الحداثة
- الاتجاه الكلاسيكى الجديد:
  - المدرسة الإحيائية
  - المدرسة التجميعية
- اتجاه الدعوة للتبسيط:
  - المدرسة الفكرية
  - الفن الجديد
  - مدرسة شيكاغو
  - مدرسة العمارة والأنشاء

### مرحلة الحداثة
- نظرية وظيفية (عمارة)
- مدرسة الباوهاوس
- المدرسة البنائية
- الطراز الدولي (عمارة)
- نظرية عضوية (عمارة)
- آرت ديكو

### مرحلة الحداثة المتأخرة
- العمارة النحتية
- مدرسة الأركى جرام
- مدرسة الميتوبولزم
- مدرسة فن وتكنولوجيا البناء
- مدرسة العمارة المصقولة
- المدرسة الإنشائية

### مرحلة ما بعد الحداثة
- التكعيبية
- الديستيل
- المستقبلية
- التعبيرية أو الوصفية
- التفكيكية
- التركيبية
- مدرسة العمارة البديلة (الـحـيوية)

## مواضيع متعلقة
- نظرية العمارة (كتاب)
- الهندسة المعمارية المفتوحة للعامة